# Club Náutico Victoria
El Club Náutico Victoria es un club deportivo argentino. Fue fundado el 24 de noviembre de 1911 y tiene su sede en la ciudad de Victoria, partido de San Fernando, en la zona norte del Gran Buenos Aires.
Actualmente es un club dedicado principalmente a la náutica.
El club es reconocido por haber participado su equipo de fútbol en los campeonatos de Segunda División de Argentina, de las entidades predecesoras de la Asociación del Fútbol Argentino.

## Historia

### Orígenes
Los orígenes del club se remontan al club homónimo, que se afilió a la Argentine Football Association en 1907, compitiendo con dos equipos en el campeonato de Segunda División. Aunque ninguno de los equipos avanzó a las finales del certamen, se destaca el triunfo ante uno de los futuros cinco grandes, Independiente, logrado el 12 de mayo. En 1909 participó con dos equipos en la Tercera División, sin mayores éxitos. En 1910 volvió a Segunda División, para desafiliarse tras terminar último en su sección.

### La fundación
El 24 de diciembre de 1911, el Club Social Progreso de Victoria y Juventud de Victoria se fusionaron y dieron origen al Club Social Juventud y Progreso de Victoria. Los miembros de las comisiones directivas de los clubes fusionados fueron Antonio V. Huertas, Cesar Gustinelli, Lazaro Buonanotte,  Benito A. Rubianes, Domingo Peirano, Julian Brodersen,  Arturo Kelemen, Julio Carretero, Tito Carunhio,  Andres Landoni, Cesar Saccaggio, Conrado Palmucci,  Alfredo Tiscornia, Gregorio Domes, Andrés Fornelli, Conrado Perazzo,  José Paternostro, Lorenzo De Paoli, Manuel G. Pestaña, Luis Bordó, Vicente Rossina, Luis Canale, Félix Silva, Isidoro Strejolevich, Juan P. Brodersen, Enrique R. Roló, Eduardo H. Huertas, Santos F. Rubianes, Arturo Cagnioni, Alejandro Pascuale, Antonio M. Huertas, Juan Ihler, Juan A. Alsina y Antonio Boggio. Finalmente, Antonio Huertas se constituyó en el primer presidente de la institución.
El 5 de septiembre de 1913, la Sociedad Argentina de Primeros Auxilios por medio del Centro de Victoria, le otorgó al club un préstamo de $972, con la condición de que se construya un salón de zinc. El 29 de septiembre, se alquiló el terreno de las calles Simón de Iriondo y 3 de Febrero, donde se forjó la sede del club. Al poco tiempo, el Club Argentino de Victoria fue absorbido por la institución. 

### Primeros años
Ya bajo la presidencia de Andres Fornelli, ma práctica del fútbol llegó rápidamente al club, que pasó a denominarse Club Atlético Victoria.
En 1917, se afilia a la Asociación Argentina de Football y se incorpora al campeonato de Segunda División, que ya correspondía a la tercera categoría por esos años. Compitiendo en una de las secciones de la Zona Norte, logró el segundo lugar a dos puntos de Tigre III, logrando el ascenso y clasificando a las semifinales del campeonato, donde cayó ante Sportivo Palermo.
En 1918, tras el ascenso, participa por primera vez en División Intermedia. En aquel campeonato, finalizó penúltimo en su zona, habiendo perdido la mayoría de sus partidos y sufrido una quita de dos puntos. Luego se desafilió de la Asociación.

### Paso por la Asociación Amateurs
A finales de 1919, el club se afilió a la Asociación Amateurs de Football, entidad recientemente creada tras la escisión ocurrida en septiembre.
En 1920, inicia su participación en el campeonato de División Intermedia. En aquel torneo, realizó una buena campaña, quedando en quinto lugar a un punto de la zona de clasificación al cuadrangular por el ascenso a Primera División. El 27 de diciembre, la institución se fusiona con el Centro Recreativo Los Diez Unidos y pasa a denominarse Centro Social Victoria.
En el torneo de 1921, el equipo muestra mejoras y alcanza el sexto lugar con 16 puntos.
En febrero de 1922 cambia su denominación a Club Social y Atlético Victoria. Ese mismo año, el club es expulsado de la Asociación.

### Regreso a la asociación oficial
En 1923 regresa a la Asociación Argentina, incorporándose a la División Intermedia, donde finalizó último en la zona Norte del torneo.
En noviembre de 1926, las asociaciones se fusionan y se constituye la Asociación Amateurs Argentina de Football, y el 12 de enero de 1927, se afilia a dicha asociación.
En la Asamblea Ordinaria del 24 de febrero, se constituye la Primera División B como nueva división de segunda categoría, por lo que la División Intermedia pasa a tercera. En aquella temporada, el equipo finalizó último junto a 25 de Mayo, por la sección B de la Zona Norte.

#### Últimos años
En el torneo de 1929, que tuvo una duración reducida, finalizó último en la Sección 2 con sólo 3 puntos, conseguidos con un triunfo y un empate. A pesar de que le correspondía el descenso, al final este terminó suprimido.
En el torneo de 1930, el equipo mostró una gran mejoría en su rendimiento y alcanzó el cuarto lugar en la sección.
En el torneo de 1931, que tuvo un inicio tardío por una nueva escisión en la Asociación, realizó su mejor campaña al alcanzar el segundo lugar en la Sección 2 ganando 14 de los 20 partidos, quedando a cuatro puntos de la clasificación a semifinales, que quedó en manos del luego campeón 25 de Mayo.

### Años posteriores
Con el avance del profesionalismo, la práctica del fútbol empezó a ser dejada de lado por los clubes amateurs, llegando a disolverse algunos. En el caso de Victoria, continuó afiliado a la Asociación, aunque en 1933 no participó de ningún campeonato, luego de que la División Intermedia fuera eliminada junto a la Segunda División y Primera División B, siendo reemplazadas por una nueva Segunda División. Eventualmente, la institución se alejó del fútbol argentino con el surgimiento de la AFA en noviembre de 1934.
En 1937, durante la gestión de Arthuro Biondi como presidente, y de Luis Glerean, vicepresidente y concejal de San Fernando, se empezó a gestionar la adquisición del terreno que había adquirido el Concejo Deliberante, que era para la construcción de una escuela. El terreno estaba situado en Ingeniero White, entre las calles Constitución y 11 de Septiembre. Una vez adquirida, el club recibió un préstamo del Banco Nación con la aprobación de la dirigencia, con 
el cual se financió la construcción de la cancha de bochas y pelota paleta. En diciembre de 1939, se inauguró la cancha de basquet.

#### Nueva fusión y la náutica
En 1948, durante la gestión de Félix Rodríguez y la iniciativa de Adolfo Sesini, la institución se fusiona con la Sociedad de Fomento de Victoria y pasa a denominarse Club Social y Fomento Victoria. A partir de allí, se logró la concesión por parte del gobierno de la provincia de la ribera del Río Luján, que en esos años era un gran descampado, y se abrió el canal Libertador General San Martín. Luego se comenzaron las mejoras en las instalaciones abandonadas. 
A finales de la década de 1960, se realizaron nuevas gestiones con el gobierno provincial para la construcción de las dársenas necesarias. Con la instalación de la sede náutica, rápidamente el club empezó a centrarse en la náutica como deporte principal.
En 2002, se realizó una Asamblea Extraordinaria, donde los socios decidieron que el club adquiriera su denominación actual, en virtud de su principal deporte desde hace más de 25 años.
Actualmente se encuentra afiliado a la Federación Argentina de Yachting.

## Infraestructura

### Cancha
El club contó con un terreno arrendado donde tuvo su campo de juego entre las calles Guido Spano y Carlos Casares. Las dimensiones de la cancha eran 100 metros de largo y 72 metros de ancho y estaba cercado por tejido de malla. El lugar contaba con pasillo y casilla para jugadores, cuartos de vestir, baños y agua corriente.

### Otros
Varadero con servicio de Pintura, Carpintería y Lonería. Escuela de Vela de Optimist y Vela Mayor. Restaurante Bufete para socios y no socios. Piscina frente al Río Luján. Parrillas distribuidas en los espacios verdes.

## Autoridades
Comisión directiva 2024:
- Presidente:
  - Martín Alejandro Bugeiro

- Vicepresidente:
  - Pablo Landini

- Secretario General:
  - Antonio Tiviroli

- Secretario:
  - Guillermo Rossi

- Prosecretario:
  - Cristian Zakarterdjian

- Tesorero:
  - Marcelo Carrete

- Protesorero:
  - Emilio Soulez

- Capitán de Náutica:
  - Ezequiel Entre Rios

- Sub-capitán de Náutica:
  - Carlos Mancioni

- Capitán de Deportes:
  - Alejandro Paladino Baradi

- Sub-capitán de Deportes:
  - Daniel García

- Vocales titulares:
  - Andres Benesch
  - Norberto de Oto

- Vocales suplentes:
  - Daniel Mancini
  - Manuel Abajas Rodriguez
  - Hugo Arguello

## Datos del club

### Temporadas
- Temporadas en segunda categoría: 10
  - Temporadas en Segunda División: 2 (1907, 1910)
  - Temporadas en División Intermedia: 8 (1918, 1920-1926)
- Temporadas en tercera categoría: 8
  - Temporadas en Tercera División: 1 (1909)
  - Temporadas en Segunda División: 1 (1917)
  - Temporadas en División Intermedia: 6 (1927-1932)

- Participaciones en Copa de Competencia Adolfo Bullrich: 2 (1907, 1926)
- Participaciones en Copa de Competencia de División Intermedia de la AAmF: 2 (1920, 1921)